# Європейський центр захисту прав ромів
Європейський центр з прав циган — міжнародна правозахисна неурядова організація, що захищає права циган. Заснована 1996 року. Базується у Будапешті. Виконавчими директорами центру були Дімітріна Петрова, Віра Егенбергер. Наприкінці 2009 року керуючий директор — Роберт Кушен.
ERRC є асоційованим членом Міжнародної Гельсінської Федерації з прав людини, а також має спеціальний консультативний статус при Раді Європи і Економічній та Соціальній Раді ООН.
Центр виграв ряд справ у Європейському комітеті з соціальних прав; юристи ERRC брали участь також у низці процесів ЄСПЛ і комітетах ООН. У 2007 році центр отримав премію імені Макса ван дер Стула.